# 托托拉
托托拉是玻利維亞的城鎮，由科恰班巴省負責管轄，位於該國中部，距離首府科恰班巴163公里，始建於1872年6月24日，海拔高度2,800米，每年平均降雨量600毫米，2010年人口2,137。
17°44′07″S 65°11′28″W / 17.7353°S 65.1911°W